# Arc surbaissé

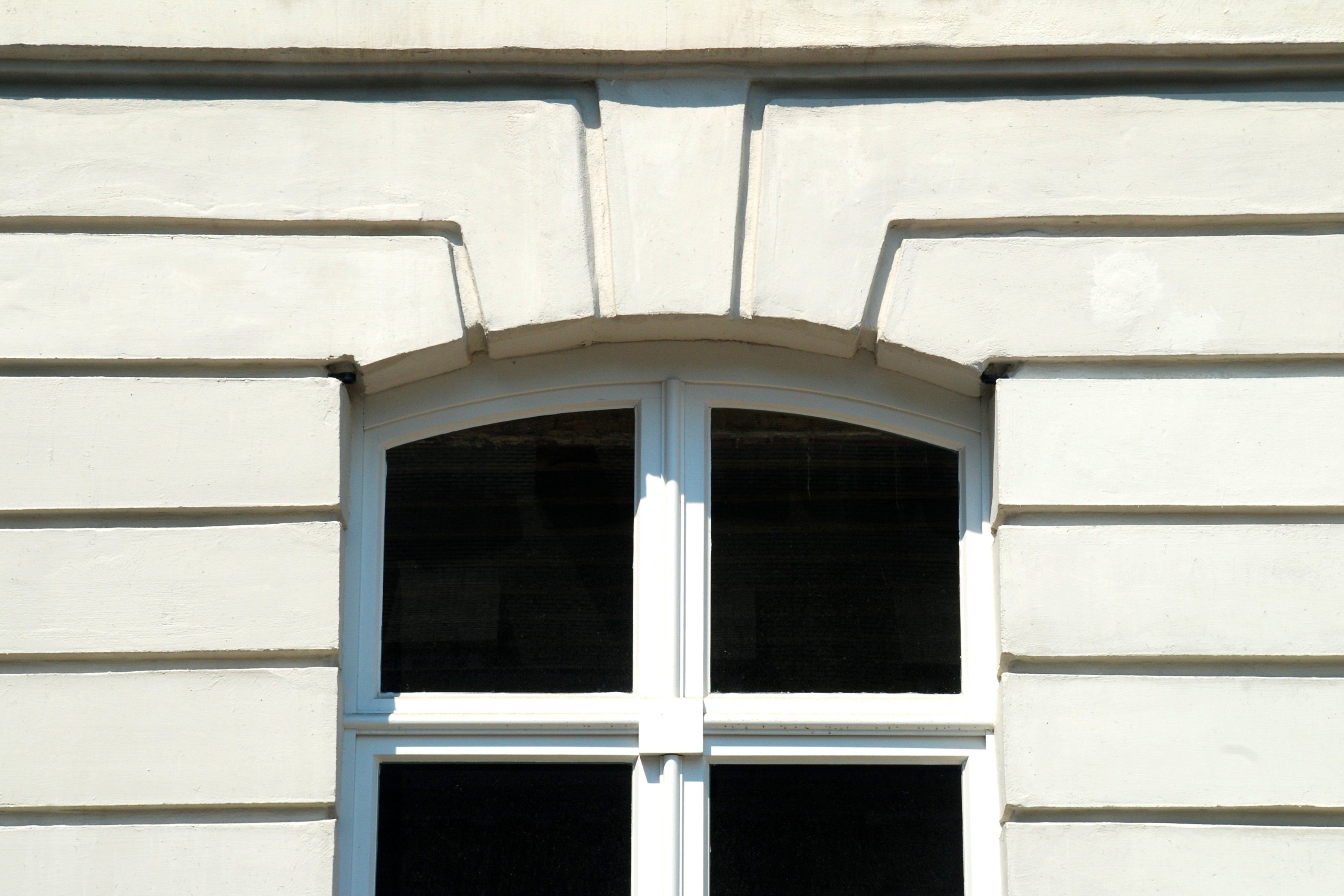
Arc surbaissé de la place des Martyrs à Bruxelles
(architecture néo-classique).

L'arc surbaissé (également appelé arc bombé ou arc segmentaire) est un arc :
- fait d'un segment de cercle inférieur au demi-cercle[2] ;
- dont la hauteur (flèche ou montée) est inférieure à la moitié de la largeur (appelée également ouverture ou portée)[3],[4],[5],[6],[7] ;
- dont le centre est situé au-dessous de la naissance[8].

## Comparaison entre arc surbaissé et arc en anse de panier
L'arc surbaissé ne doit pas être confondu avec l'arc en anse de panier qui est un arc à plusieurs centres ressemblant à une demi-ellipse (anse de panier à trois centres, à cinq centres…), bien que l'appellation d'arc surbaissé soit parfois également appliquée, au sens large, à l'arc en anse de panier et à l'arc en accolade.
Dans le cas de l'arc surbaissé ou segmentaire, la jonction entre l'intrados et les piédroits est constituée d'angles marqués alors qu'elle est courbe dans le cas de l'arc en anse de panier.

## Historique

### L'arc surbaissé dans l'architecture antique
L'arc surbaissé est connu depuis l'Antiquité : le pont de Limyra en Lycie (Turquie), par exemple, possède 26 arcs segmentaires et deux semi-circulaires. Construit probablement au IIIe siècle, c'est l'un des plus vieux ponts en arc surbaissé dans le monde.

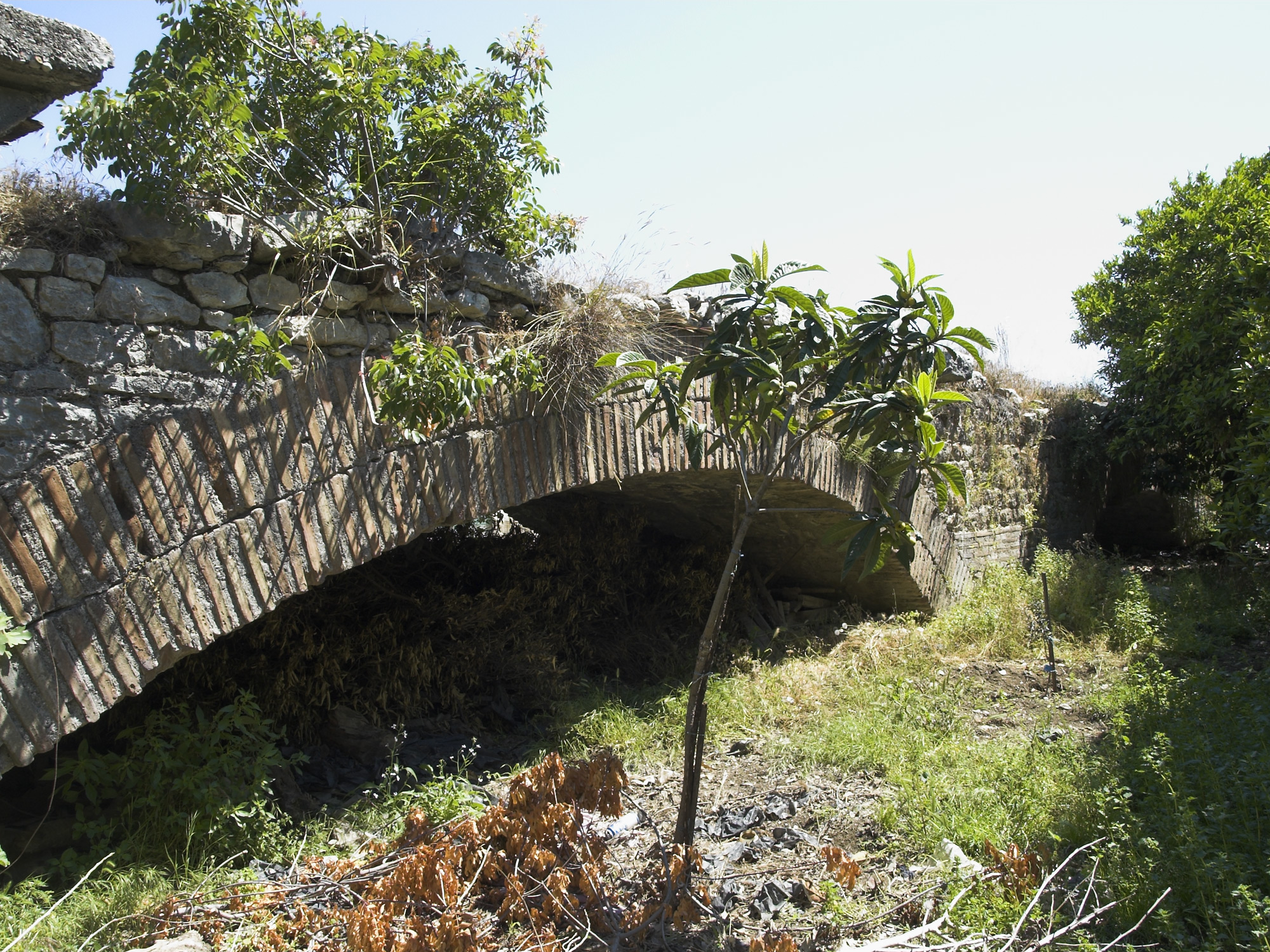
Quatrième arche du pont romain de Limyra.
Vue en coupe du pont de Limyra.

### L'arc surbaissé dans l'architecture romane
D'après Eugène Viollet-le-Duc, « les arcs surbaissés que l'on trouve souvent dans les voûtes de l'époque romane ne sont presque toujours que le résultat d'une déformation produite par l'écartement des murs, ayant été construits originairement en plein cintre ».
Notons au passage que la remarque de Viollet-le-Duc s'applique en fait à des arcs en anse de panier et non à des arcs surbaissés proprement dits (arcs segmentaires).

### L'arc surbaissé dans l'architecture baroque, classique, rococo et néo-classique
Si l'arc surbaissé ne caractérise pas les styles architecturaux du Moyen Âge (architectures romane et gothique), il est fortement utilisé par les architectures baroque, classique, rococo et néo-classique.

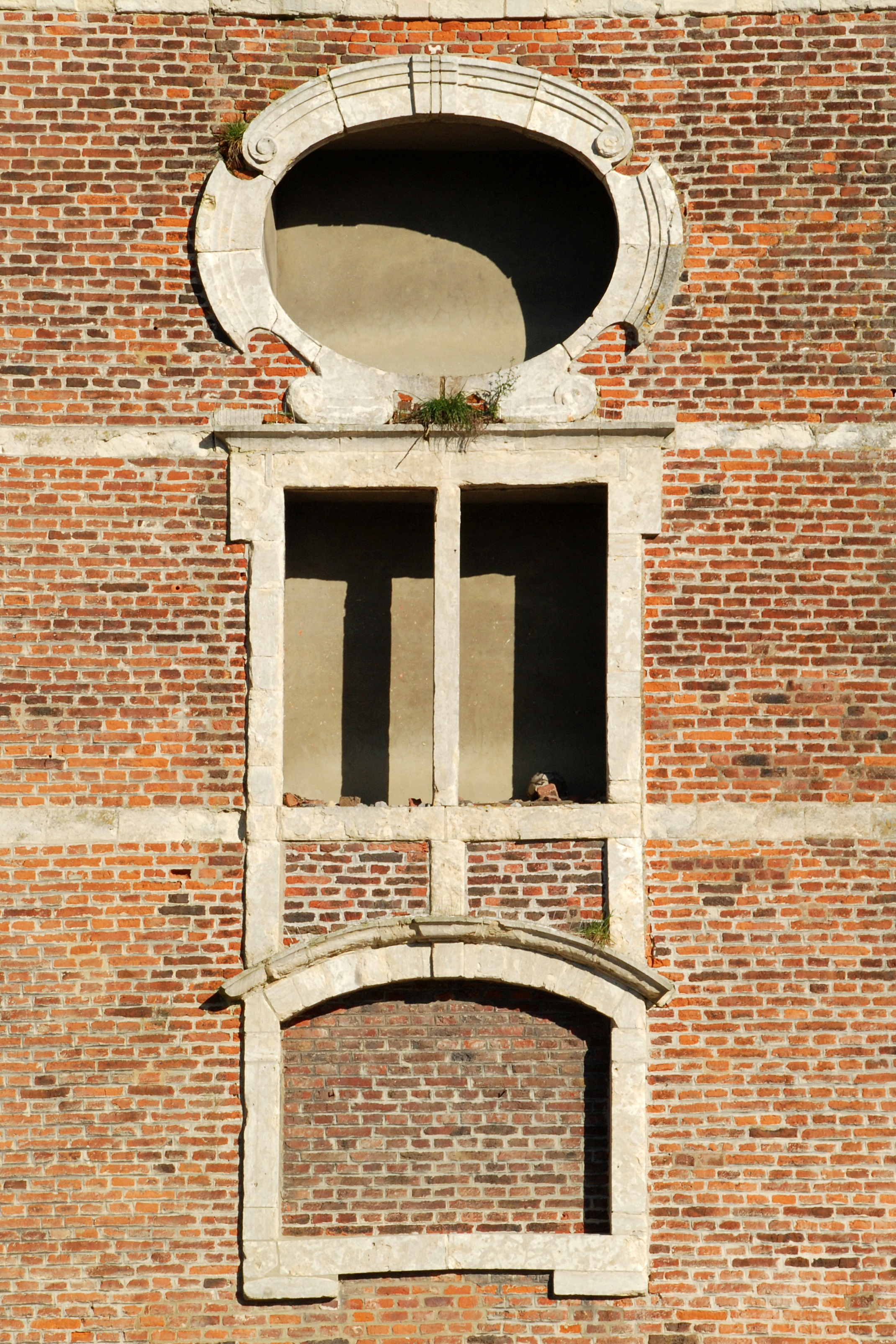
Architecture baroque : église Saint-Martin de Limal.
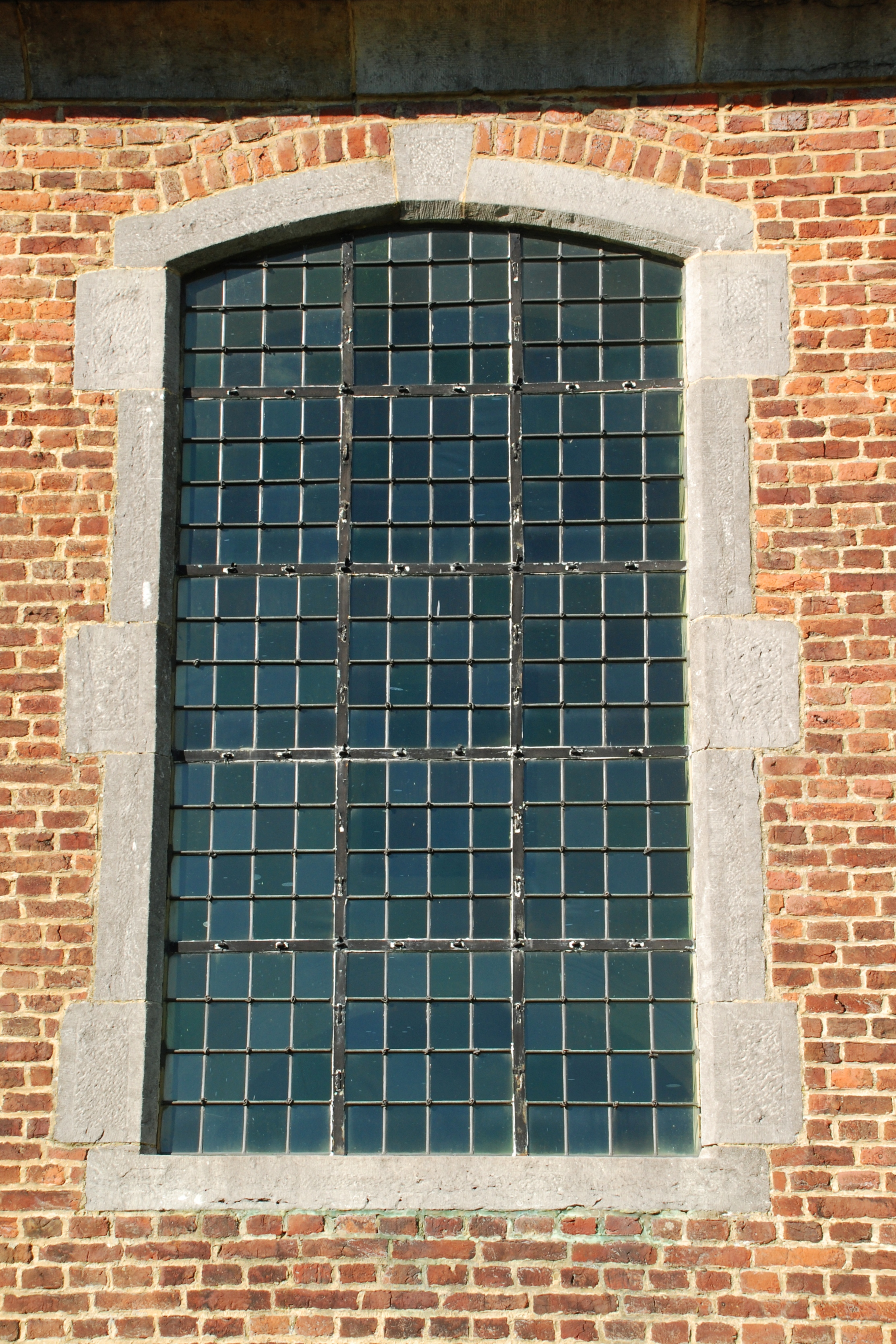
Architecture classique : église Notre-Dame de Mousty.
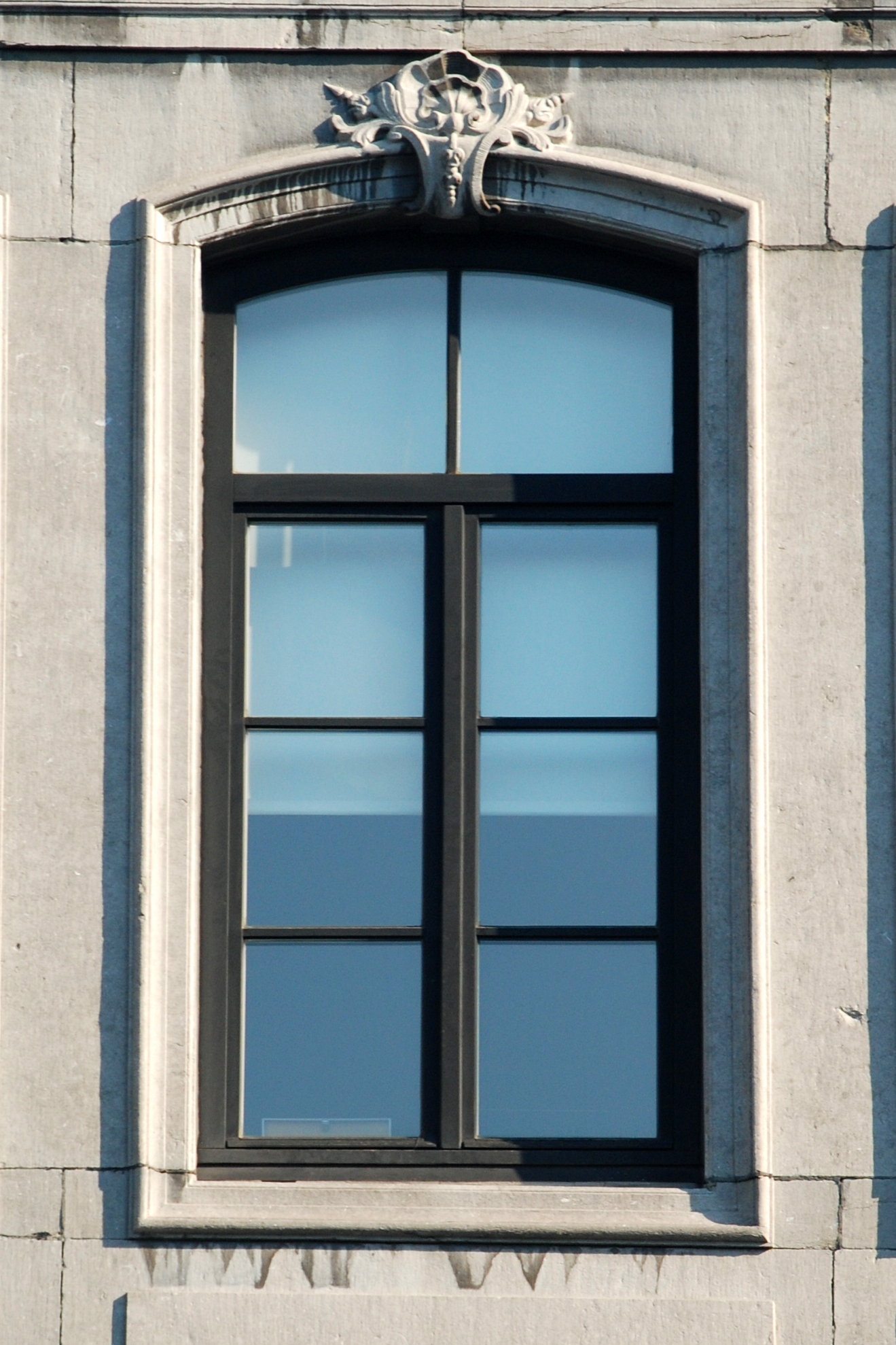
Architecture rococo : rue de la Montagne no 10 à Bruxelles.
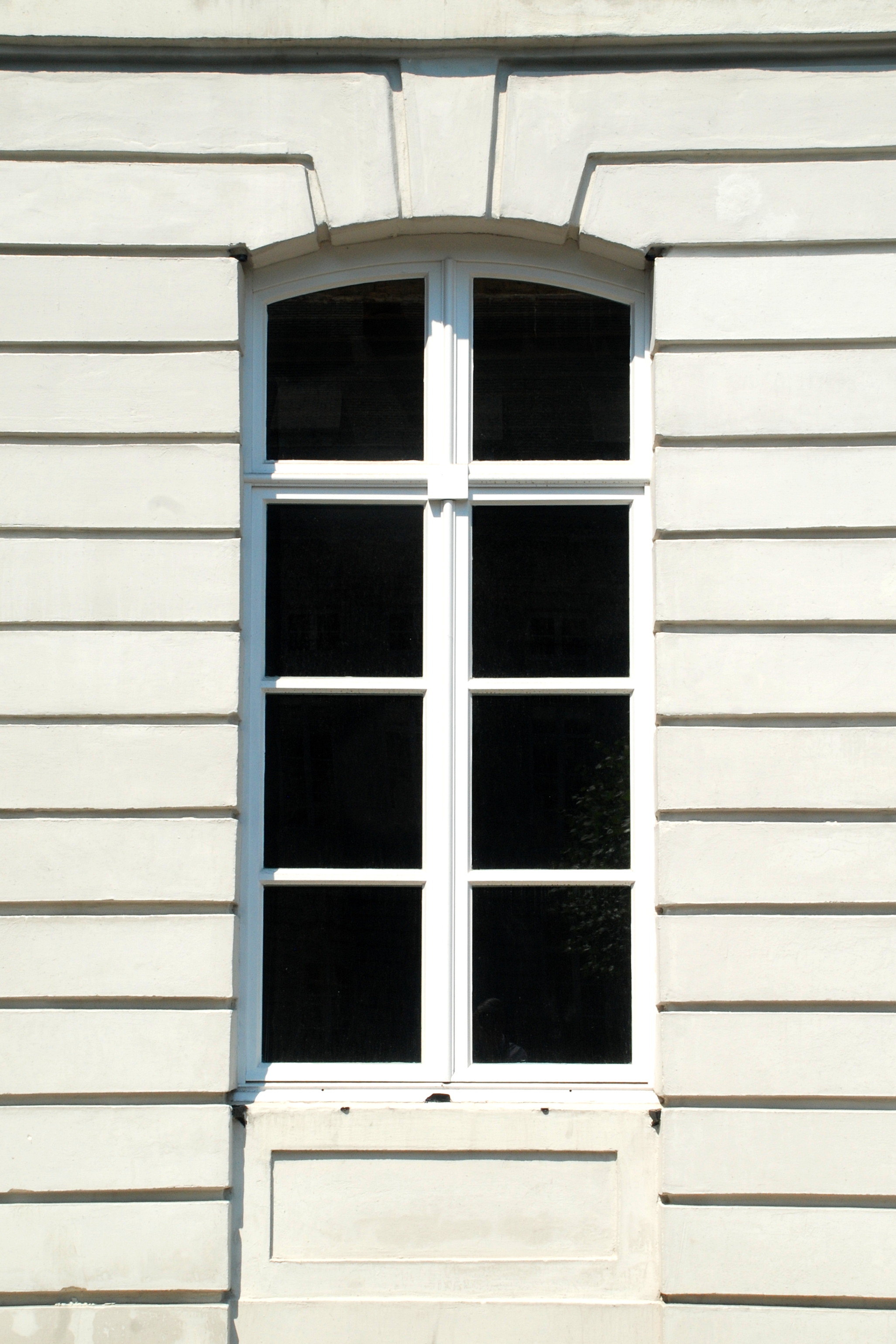
Architecture néo-classique : place des Martyrs (Bruxelles).